# آلفرد تونلو
آلفرد تونلو (فرانسوی: Alfred Tonello‎; ۱۱ مارس ۱۹۲۹ – ۲۱ دسامبر ۱۹۹۶) دوچرخه‌سوار اهل فرانسه بود.
وی در مسابقات کشوری و بین‌المللی در مجموع برندهٔ ۱ مدال برنز شده‌است.